# Jake Pelkington
John Francis Robert Pelkington jr., detto Jake (New York, 3 gennaio 1916 – Fort Wayne, 1º maggio 1982), è stato un cestista statunitense, professionista nella ABL, nella NBL e nella BAA.

## Palmarès
- 2 volte campione NBL (1944, 1945)
- 3 volte All-NBL Second Team (1941, 1944, 1945)